# Apopyllus isabelae
Apopyllus isabelae är en spindelart som beskrevs av Antonio D. Brescovit och Arno Antonio Lise 1993. Apopyllus isabelae ingår i släktet Apopyllus och familjen plattbuksspindlar. Inga underarter finns listade i Catalogue of Life.